# RT France
RT France (другое название: RT en français) — телеканал RT, осуществляющий вещание на французском языке. Вещает из Москвы.
Канал, как и его материнская компания, рассматриваются рядом политических деятелей и ученых как орган кремлёвской пропаганды. Так, в 2018 году RT France был запрещен доступ в Елисейский дворец.

## История

### Запуск
Канал планировали запустить ещё в 2014 году, однако из-за валютного кризиса в России планы отложили. Вместо телеканала в 2015 году был запущен сайт на французском языке, в котором транслировалось несколько программ. В первый день после запуска телеканала в эфире показывали сюжет о двухлетнем присутствии ВКС России в Сирии, документальный фильм о Северной Корее и интервью с режиссёром Оливером Стоуном.
RT France размещается в офисах площадью 1800 квадратных метров в комплексе «Arcs de Seine» в Булонь-Бийанкур — в пригороде Парижа, где также расположены крупнейшие телеканалы Франции. На канале работали 150 сотрудников, из них 50 — журналисты. Бюджет RT France составлял 20 млн евро (1,22 млрд рублей).
На канале работают известные во Франции журналисты и политики, среди которых был лидер правоголлистской партии «Вставай, Франция» Николя Дюпон-Эньян, бывший депутат от партии «Республиканцы» Тьерри Мариани, политолог Жак Сапир.

### Комитет по этике
Президент Высшего совета по аудиовизуальным средствам (CSA) Оливье Шрамека заявил, что медиа-регулятор будет «постоянно наблюдать за программами RT и действовать оперативно в случае аномалий». Таким образом, в 2015 году CSA подписывает контракт с RT, который налагает на канал повышенные требования к «честности и независимости информации». В рамках соглашения, RT France создал комитет по этике, в состав которого входили французские политики и журналисты.
В ноябре 2018 года комитет собирался дважды с момента своего создания.

### Увольнение журналистов-фоторепортеров
В конце сентября 2020 года пять из восьми журналистов-фоторепортеров RT France были уволены после ухода Дэвида Бобина, бывшего руководителя отдела новостей канала. По электронной почте были разосланы сообщения о том, что их контракт не будет продлен.

### Приостановка деятельности
27 февраля 2022 после вторжения России на Украину президент Европейской комиссии Урсула фор дер Ляйен объявила о запрете Russia Today и Sputnik в Европейском союзе.
Президент Эммануэль Макрон заявил, что считает необходимым защититься от «ретрансляторов российской пропаганды на европейской земле», а исполнительная власть Франции рассмотрит «возможные санкции или приостановку работы», в частности RT France.
Ведущий программы «Запрещено запрещать» на RT France Фредерик Таддей заявил, что уходит в отставку из-за «лояльности к Франции».
27 июля Европейский суд отклонил иск телеканала, в котором RT France требовал отменить решение ЕС о запрете на его вещание от 1 марта 2022 года. В ответ пресс-секретарь президента РФ Дмитрий Песков заявил, что Кремль «предпримет меры давления» на западные СМИ, действующие на территории РФ.
21 января 2023 года RT France объявило о своем «закрытии» — на следующий день после замораживания своих банковских счетов.

## Критика и инциденты

### Реакция на запуск
Ещё до запуска телеканала французские официальные лица и СМИ активно обсуждали предстоящий запуск. Президент Высшего аудиовизуального совета Франции Оливье Шрамек, выступая перед Ассоциацией журналистов, заявил, что в органе будут следить за RT France и «оперативно реагировать в случае аномалий». Президент Франции Эмманюэль Макрон ещё будучи кандидатом в президенты в мае 2017 года резко критиковал сайт RT France и агентство Sputnik за необъективное освещение его предвыборной кампании. Тогда его предвыборный штаб отказал в аккредитации журналистам этих СМИ. 29 мая 2017 года, в ходе совместной пресс-конференции с Владимиром Путиным в Версале, Эмманюэль Макрон в его присутствии назвал RT и Sputnik «органами влияния и пропаганды».
После запуска телеканала RT France в RFI сравнили новостные сюжеты канала и ведущих французских телеканалов, заявив, что, в то время как на главных французских каналах главной темой было ужесточение правил приёма для эмигрантов, на RT France показывали сюжет о вето США на проект резолюции в Совете Безопасности ООН, отвергающий признание Иерусалима столицей Израиля, который сопровождался кадрами с манифестаций по всему миру, участники которых сжигали и растаптывали американские флаги. Через два дня после запуска в газете Le Monde появилось письмо деятелей французской культуры с призывом к главе Высшего совета по аудиовизуальным средствам Франции лишить телеканал лицензии из-за того, что RT «сеет раздор, ослабляет демократию». В комитете Совета Федерации России по международным делам пригрозили ответными мерами в случае лишения канала лицензии, а в комиссии Совета Федерации по информационной политике назвали активистов «группой из 11 русофобов» и «тоталитарной сектой». В RT France сообщили о нападках на французских журналистов в Twitter с обвинениями в том, что они «продались Кремлю», а также каналу не предоставляют аккредитацию в Елисейский дворец.
В швейцарской Le Temps назвали «знаком оптимизма» подписание договора аренды RT France с «Arcs de Seine» на 9 лет.

### Сомнения в надежности
В 2017 году президент Франции Эммануэль Макрон поставил под сомнение достоверность информации, транслируемой на канале, назвав RT France «органом пропаганды Кремля» наравне со Sputnik. Несколько французских СМИ и политиков также высказывают критику в отношении RT France и международной версии RT, заявив, что каналы ведут редакционную линию, направленную на разжигание возмущения.

### Предупреждение CSA
28 июня 2018 года CSA вынес предупреждение RT France «за нарушение честности, достоверности информации и разнообразности точек зрения» в теме, касающейся Сирии. В программе, вышедшей в эфир 13 апреля «отрицалась реальность нападений с применением химического оружия в сирийской Восточной Гуте». Медиа-регулятор отметил, что «перевод слов сирийского свидетеля, никак не соответствует тому, что он сказал на самом деле». Кроме того, RT France заменил местоимение «они», сказанное интервьюируемым, словами «Джейш аль Ислам», таким образом приписав этой группировке инсценировки нападений с применением химоружия.

### Распространение антивакцинаторства
В 2021 году научный сотрудник Института стратегических исследований военной школы (IRSEM) Максим Аудине охарактеризовал RT как инструмент негативного влияния, который пытается дискредитировать модели, отличные от российской. Так, например, обстоит дело с вакцинами против COVID-19, отличными от российской «Sputnik V». RT France чрезмерно распространяет теории антивакцинаторства, в то время как RT Россия выступает за вакцинацию. Telegram-каналы российских антиваксеров транслируют статьи RT France.

### Освещение вторжения России на Украину
По данным Le Monde, во время вторжения России на Украину, на телеканале RT France «многие гости транслировали кремлёвскую пропаганду», в частности повторяя слова Владимира Путина, который назвал вторжение «операцией по демилитаризации и денацификации Украины». По словам газеты, журналисты пытаются сохранить нейтралитет, в частности, передавая осуждение вторжения, при этом избегая слов «война» или «вторжение». Исследователь Максим Аудине считает, что каналу сложно одновременно соответствовать требованиям медиа-регулятора Arcom (заменившего CSA) и Кремля «желающего продвинуть свое повествование».
Еженедельник Obs в свою очередь считает, что канал демонстрирует «искусную пропаганду, широко распространяя кремлёвскую риторику», но в то же время выделяя место «несогласным голосам».